# Relly Tarlo
Relly Tarlo (* 1949 in Israel) ist ein israelisch-niederländischer Klangkünstler, Performancekünstler und Bildhauer, der in Amsterdam lebt.

## Werdegang
Relly Tarlo studierte Innenarchitektur an der Koninklijke Academie van Beeldende Kunsten in Den Haag, war Teilnehmer der Ateliers 63 in Haarlem und studierte an der Jan van Eyck Academie in Maastricht. Seit Anfang der 1970er entwickelte er ein künstlerisches Werk, für das Klang, Bildhauerei und Architektur kombiniert werden. Tarlo gründete 1980 zusammen mit seiner Partnerin Jacoba Bedaux (1942–2002) die Tarlo Bedaux Productions und die Serie „Tracks“ entstand. Es handelt sich dabei um eine Serie von Sound Performances in Form von Installationen, bei denen kontinuierlich akustische Schallwellen erzeugt werden, indem Murmeln, Tischtennisbälle und andere Objekte durch Rohre verschiedener Länge und Durchmesser, die aus verschiedenen Materialien (PVC, Glas, Pappe) bestehen, rollen. Der Klang wird bei mehreren Werken mit einem Kontaktmikrofon akustisch verstärkt und harmonisiert.

## Ausstellungen (Auswahl)
- 1987 Sonomatic Environment documenta 8, Kassel[4]
- 1993 Relly Tarlo/Jacoba Bedaux mit Charly Jungbauer Kunsthaus Essen im Rahmen des Rheinischen Musikfests[5]
- 2011 hot & cold Relly Tarlo/Anne Wellmer, Edith-Russ Haus für Medienkunst, Oldenburg.[6]